# Jaroslav II. Smiřický ze Smiřic
Jaroslav II. Smiřický ze Smiřic (1588 – 16. února 1611 Hrubá Skála) byl český šlechtic z hruboskalské linie rodu Smiřických ze Smiřic, který se tehdy řadil k nejbohatším v Čechách. V letech 1608–1611 byl hlavou rodu.

## Rodina a původ
Narodil se jako prvorozený syn Zikmunda II. Smiřického ze Smiřic (1557–1608) a Hedviky Zajícové z Házmburka († 1610). Jeho nejmladší bratr, pozdější hlava rodu Albrecht Jan byl iniciátorem a čelným představitelem českého stavovského povstání proti Habsburkům. Smrtí mladšího bratra Jindřicha Jiřího (1592–1630) vymřel rod Smiřických ze Smiřic po meči.

## Život
Jaroslav Smiřický byl velmi vzdělaný. Nejprve dva roky navštěvoval gymnázium v lužickém Zhořelci, poté studoval teologii na protestantské univerzitě v Basileji. Tam napsal práce pod titulem De Concordia Oratio (Řeč o svornosti) a De Consiliariis (O rádcích). Přátelil se s Adamem Budovcem z Budova. Poté ještě studoval na univerzitě v Heidelbergu. Během kavalírské cesty navštívil Francii, Anglii, Nizozemí a německé země. Jeho následující krátkou cestu do Itálie přerušila smrt otce v roce 1608.
Aktivně se účastnil dlouhého zemského sněmu mezi lednem 1609 a únorem 1610, během něhož byl podepsán císařem Rudolfem II. Rudolfův majestát. V letech 1609–1610 zastával úřad hejtmana Kouřimského kraje.
V luxusně vybaveném pražském sídle nechal zřídit stříbrnici, tedy klenotnici pro uložení stříbrného nádobí. Během vpádu Pasovských do Prahy byl palác ovšem vypleněn.
Zemřel 16. února 1611 ve věku 23 let buď na tuberkulózu nebo hemofilii. Pohřben byl v Kostelci nad Černými lesy.

## Rodina
V únoru 1610 se oženil s Annou Alžbětou Zapskou ze Zap († po 1637). Krátké manželství zůstalo bezdětné.

## Majetek
Rozsáhlý majetek po Jaroslavově smrti zdědil Albrecht Václav Smiřický ze Smiřic (1590–1614) z náchodské větve, protože byl nejstarším mužským členem rodu. O tři roky později ovšem také zemřel.